# Чиж, Юрий Александрович
Юрий Александрович Чиж (бел. Юры Аляксандравіч Чыж, род. 28 марта 1963 года) — белорусский предприниматель, генеральный директор ООО «Трайпл».
Председатель наблюдательного совета футбольного клуба «Динамо» (Минск) в 1999—2019 годах, до 2016 года возглавлял Белорусскую федерацию борьбы.

## Биография
Родился в 1963 году в деревне Соболи Сигневичского сельсовета Берёзовского района Брестской области.
Окончил электротехнический факультет Белорусского политехнического института, работал на Минском тракторном заводе.
В бизнес пришёл из спорта, первоначально занимался ввозом и продажей ковров.
В 1992 г. основал компанию «Трайпл», работавшую в сфере строительных материалов, в дальнейшем начали появляться дочерние фирмы в других рыночных сферах. По оценке руководителя аналитического центра «Стратегия» Леонида Заико, бизнес Чижа развивался при помощи властей и является по сути номенклатурным.
В декабре 2021 года BYPOL выпустил расследование о дорогих автомобилях, которые дарили Александру Лукашенко. По данным авторов расследования, Юрий Чиж подарил ему Rolls-Royce Phantom Coupe 2008 года выпуска ценой полмиллиона долларов США и Panther Kallista 1988 года выпуска.
В конце августа 2015 года стало известно об аресте совладельца «Трайпла» и соратника Юрия Чижа Владимира Япринцева и его сына Казбека. Председатель КГБ Валерий Вакульчик в декабре 2015 года подтвердил информацию о задержании Владимира Япринцева.
11 марта 2016 года ряд белорусских СМИ сообщил о задержании Юрия Чижа и руководства «Трайпла» сотрудниками КГБ. 13 марта 2016 года начальник пресс-службы КГБ подтвердил, что Чиж задержан сотрудниками Комитета госбезопасности по подозрению совершения преступления, предусмотренного ч. 2 ст. 243 Уголовного кодекса РБ «Уклонение от уплаты сумм налогов, сборов в особо крупном размере». Вместе с ним задержан ещё ряд лиц, подозреваемых в совершении и соучастии в указанном преступлении. Позже глава КГБ Валерий Вакульчик заявлял о том, что коммерсант был задержан при попытке покинуть страну на автомобиле. В сентябре 2016 года Юрий Чиж вышел на свободу.
С весны 2021 года находился под стражей в рамках нового уголовного дела об уклонении от уплаты налогов. По некоторым данным, в сентябре 2022 года вышел на свободу. В феврале 2023 года Чижа приговорили к трём с половиной годам лишения свободы, но освободили от отбывания срока из-за амнистии и времени, проведённого им под стражей в 2016 и 2021—2022 годах.

## Активы
В Беларуси активы Юрия Чижа публично не оценивались. Украинское издание «Дело» оценило его состояние в 90 миллионов долларов, поставив его на шестое место в списке самых богатых предпринимателей. В 2011 году и 2013 году возглавлял рейтинг 200 самых успешных и влиятельных бизнесменов Беларуси издания «Ежедневник», в 2018 году Чиж в этом рейтинге был на 26-м месте.
Юрий Чиж владеет группой компаний «Трайпл», в которой работают 5000 человек, и имеющей активы в разнообразных сферах: от оптовой торговли нефтепродуктами и строительства до производства безалкогольных напитков, гостиничного бизнеса, импорта алкогольных напитков и разведения среднеазиатских овчарок.
Поскольку Юрий Чиж построил дом «У Троицкого» в центре Минска, за Троицким предместьем, неофициально этот дом называют «дом Чижа». Планировалось, что «Трайпл» построит Национальный футбольный стадион в Минске, но этот контракт был передан китайским компаниям.
В 2013—2016 годах предприниматель начал избавляться от части своих активов, например, в ресторанном бизнесе. Часть активов стала собственностью его бизнес-партнёра Алексея Олексина.
В октябре 2022 года Беларусский расследовательский центр заявил, что Юрий Чиж и его литовский бизнес-партнёр Витольд Томашевский в 2011–2012 годах перепродавали российскую нефть под видом растворителей.

## Футбольный клуб «Динамо» Минск
В 1999—2019 годах компании «Трайпл» и аффилированным компаниям принадлежало 57 % акций ЗАО "Футбольный клуб «Динамо-Минск». 22 мая 2019 года экономический суд Минска признал, что вступление ООО «Трайпл» и принадлежащей Чижу ООО «Раковский бровар» в состав акционеров ЗАО в 1999 году было проведено с нарушениями. Несмотря на протест ответчика об истечении срока исковой давности, суд удовлетворил иск Мингорисполкома. На суде
была озвучена информация о письме председателя Мингорисполкома Андрея Шорца с требованием передать акции «Динамо» Мингорисполкому безвозмездно.
За время руководства «Динамо» Чиж прославился частыми увольнениями главных тренеров команды — всего за 1999—2019 годы их сменилось 33.

## Признание
- Мастер спорта СССР по греко-римской борьбе[13]
- Орден Отечества Республики Беларусь III степени

## Санкции ЕС
23 марта 2012 года Совет Европейского союза внёс Чижа и его компании («Трайпл», «НефтеХимТрейдинг», «Аскарготерминал», «Трайплметаллтрейд», Березовский комбинат силикатных изделий, «Трайпл-Техно», «Вариант», «Трайпл-Декор», «Кварцмелпром», «Альтерсолюшнс», «Простормаркет», «Акватрайпл», «Ракаўскi бровар», «Трайпл-Агро», «Трайплфарм», «Трайпл-Велес», а также футбольный клуб «Динамо-Минск» и курорт «Логойск») в «Чёрный список ЕС». Согласно решению ЕС, Чиж оказывал финансовую поддержку режиму Лукашенко через свою холдинговую компанию ООО «Трайпл», которая работает во многих секторах белорусской экономики, в то же время позиции председателя правления футбольного клуба «Динамо-Минск» и председателя Белорусской федерации борьбы лишь подтверждали его связь с режимом.
6 октября 2015 года суд Европейского союза отменил решение Совета ЕС о введении санкций против Юрия Чижа и его предприятий из-за отсутствия достаточных доказательств причастности предпринимателя к финансированию режима Александра Лукашенко. В результате санкции против Юрия Чижа были признаны необоснованными и отменены, а самому Чижу должны были вернуть все понесённые им в суде расходы.

## Семья
По сведениям газеты «Наша Ніва», Чиж родился в простой крестьянской семье; отец был православным, мать — баптисткой.
Жена — Светлана Чиж, воспитывают сыновей Сергея, Владимира и дочь Татьяну. Весной 2023 года Юрий Чиж подтвердил в интервью, что развёлся с женой и находится в конфликте с семьёй; ранее сообщалось, что в 2022 году он подал заявления на сына и невестку вскоре после своего выхода из СИЗО.